# Joniska upproret
Joniska upproren utlöstes genom handlingar av Aristagoras, tyrann över den joniska staden Miletos i slutet av 500- och början av 400-talet f.Kr. De blev den första större konflikten mellan Grekland och Persien, då de flesta av de grekiska städer, som hade ockuperats av perserna i Mindre Asien och Cypern reste sig mot det persiska styret och kriget varade från 499 till 493 f.Kr. Jonerna upplevde inledande framgångar, bland annat i och med plundringen av Sardis, men det efterföljande persiska motanfallet av både kavalleri och flotta var för starkt och jonerna besegrades i det avgörande slaget vid Lade utanför Miletos kust 494 f.Kr.

## Upproret på Naxos
År 499 f.Kr. gjorde invånarna på den grekiska, persiskkontrollerade ön Naxos i Egeiska havet uppror. De förra härskarna över Naxos vädjade till Aristagoras, som var grekisk tyrann över den joniska stadsstaten Miletos, om hjälp. Aristagoras gick med på detta, med hopp om att själv kunna annektera Naxos, när konflikten hade lagt sig. För att kunna genomföra sitt fälttåg sökte Aristagoras i sin tur hjälp av Artafernes, som var satrap av Lydien och bror till Dareios I av Persien. Artafernes gick med på att tillhandahålla Aristagoras med ett antal fartyg under den ärade persiske generalen Megabates befäl. För att säkra alliansen lovade Aristagoras dock inte enbart att med Artafernes dela bytet från annekteringen av Naxos, utan också att minska Kykladernas och kanske till och med Euboias makt. Detta var dock ett löfte, som Aristagoras inte skulle kunna hålla, om inte fälttåget kröntes med framgång. Under förberedelserna för tåget råkade Aristagoras dock förnärma Megabates och därför informerade amiralen i hemlighet Naxosborna om den förestående invasionen. Som ett resultat av detta möttes flottan, när den anlände, med oförutsedda förberedelser och motstånd. 499 f.Kr. tvingades expeditionen, efter fyra månader, retirera.

## Det joniska upproret
Då hans försök att intervenera på Naxos hade misslyckats fann sig Aristagoras i en brydsam situation; Då han inte kunde återgälda Artafernes hade han fjärmat sig från den persiska regeringen och försatt sig själv i överhängande fara. I ett desperat försök att rädda sig själv valde Aristagoras att uppmana sina egna undersåtar, de joniska grekerna, att göra uppror mot sina persiska herrar. Han understöddes också av sin svärfar, Histiaios, som var före detta tyrann av Miletos och numera rådgivare åt Dareios.
499 f.Kr. kallade Aristagoras till rådslag med Miletos mest framstående medborgare och gjorde upp en plan för upproret. Alla stödde tanken på uppror, förutom (berömt) historikern Hekataios. Aristagoras, som redan hade skickat soldater att arrestera ledarna för Mylasa, Termera och Mytilene, avsade sig sitt persiska guvernörskap och staden antog ett demokratiskt styrelsesätt. Upproret spred sig sedan snabbt genom hela Jonien och snart var alla greker befriade från de persiska guvernörerna. De insåg dock att perserna snart skulle komma med ett motanfall, för att återta sina förlorade städer. Därför reste Aristagoras till Grekland i ett försök att få stöd för upproret. Där upprepade han sin tidigare taktik att erbjuda pengar han inte hade, vilket fjärmade honom från Sparta, men ledde till att han fick stöd från Aten och Eretria.

## Plundringen av Sardis
En atensk-eretriansk flotta seglade med atenska truppern till Efesos. Där gick de samman med en jonisk armé och tågade tillsammans mot Artafernes huvudstad Sardis. Artafernes, som hade skickat de flesta av sina trupper att belägra Miletos, blev tagen på sängen. Trots sitt ofördelaktiga läge lyckades Artafernes dock retirera till citadellet och hålla detta. Även om grekerna inte lyckades inta citadellet var de fria att plundra staden. Under plundringen brände atenarna ner staden till grunden.
Det sägs att när den persiske kungen Dareios den store fick höra, att Sardis hade blivit bränt av atenarna svor han att hämnas och gav en tjänare i uppdrag att påminna honom om detta löfte tre gånger om dagen. Enligt vissa källor var Dareios helt okunnig om atenarnas existens före anfallet - så stort var det Persiska riket och så små var de grekiska stadsstaterna. Efter viss framgång tvingades de grekiska trupperna återvända till Efesos, när persiska förstärkningar närmade sig. På vägen hamnade de dock i ett persiskt bakhåll och led ett förkrossande nederlag. De atenska trupperna lyckades snabbt retirera ombord på sina fartyg och återvände till Grekland.

## Upproret sprider sig
När Sardis hade blivit nerbränt spred sig det joniska upproret till de grekiska städerna på Cypern, men även till dem runt Hellesponten och Propontis.

## Slutet på upproret
Trots att det ett tag verkade, som om de grekiska stadsstaterna hade uppnått självständighet kunde de i verkligheten aldrig motstå det Persiska rikets makt och denna vändes nu mot dem. Cypern var först att krossas och de flesta andra städerna längs kusten blev belägrade. Vid denna tid övergav Aristagoras upproret och flydde till Thrakien.
Vid upprorets sjätte år (494 f.Kr.) hade Artafernes framgångsrikt erövrat flera av de upproriska stadsstaterna och belägrade nu Miletos. Detta år utkämpades det avgörande slaget på ön Lade, nära Miletos hamn. Trots numerärt underläge såg den grekiska flottan ut att vinna slaget, tills fartygen från Samos och Lesbos retirerade. Detta plötsliga avhopp vände slaget och den återstående grekiska flottan blev fullständigt krossad. Miletos kapitulerade strax därefter och det joniska upproret tog slut. Ett år efter erövringen av Miletos uppfördes Miletos erövring, en pjäs av poeten Frynichos, i Aten och rörde teaterpubliken till tårar. Trots att det joniska upproret var ett misslyckande för de joniska grekerna blev det en stötesten för både greker och perser. Det utgör därför inledningen till de Persiska krigen.